# Боуд (Ајова)
Боуд (енгл. Bode) град је у америчкој савезној држави Ајова. По попису становништва из 2010. у њему је живело 302 становника.

## Демографија
Према попису становништва из 2010. у граду је живело 302 становника, што је -25 (-7.6%) становника више него 2000. године.
| Група             | 2000.       | 2010.       |
| Белци             | 311 (95,1%) | 272 (90,1%) |
| Афроамериканци    | 0 (0,0%)    | 0 (0,0%)    |
| Азијати           | 5 (1,5%)    | 0 (0,0%)    |
| Хиспаноамериканци | 0 (0,0%)    | 23 (7,6%)   |
| Укупно            | 327         | 302         |